# Maxim Integrated

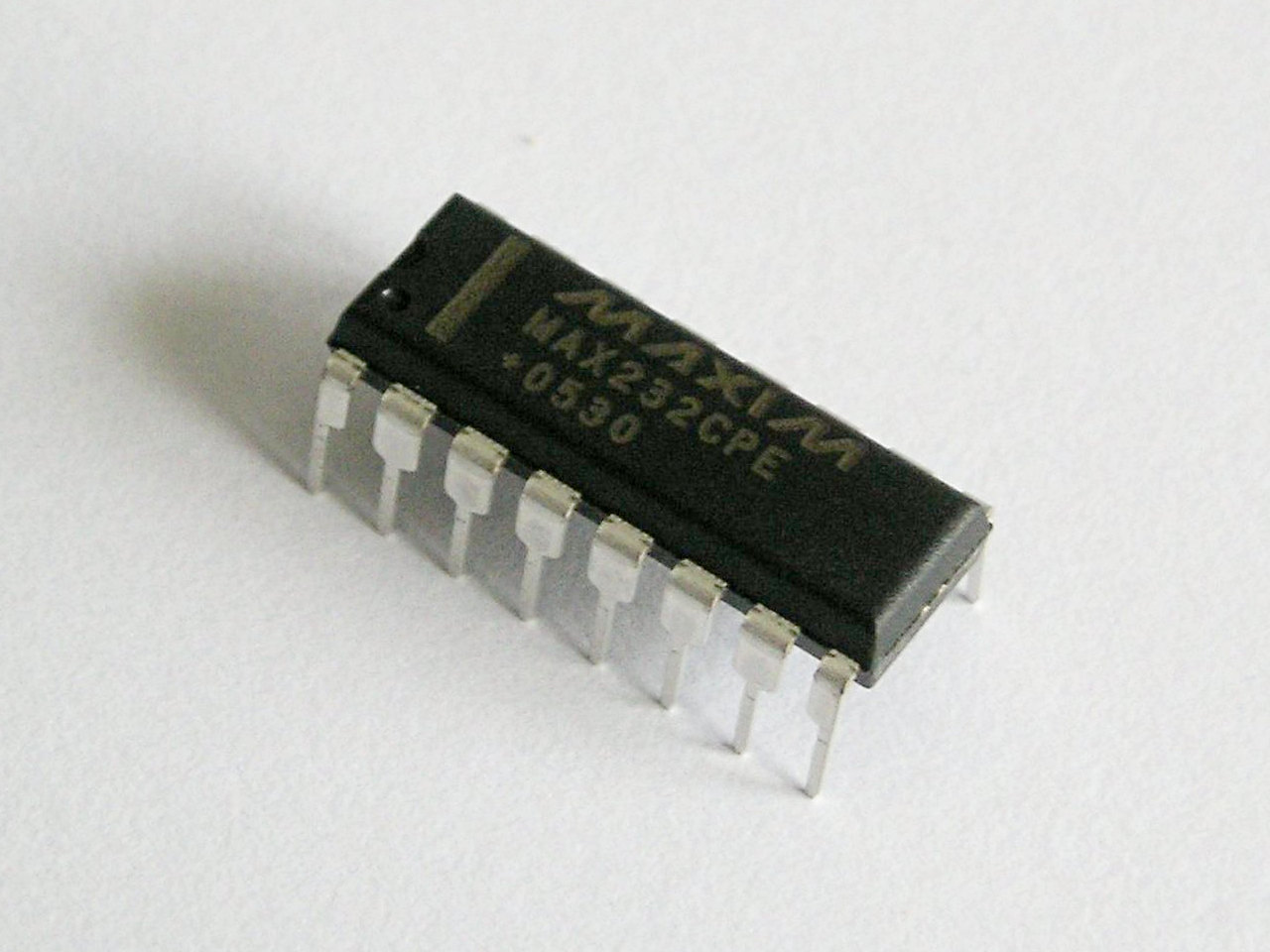
Ein MAX232-Pegelwandler von Maxim

Altes Logo vor September 2012

Maxim Integrated war ein US-amerikanischer Hersteller von integrierten Schaltungen (ICs). Der Hauptsitz des Unternehmens befand sich in San Jose im Bundesstaat Kalifornien.

## Unternehmensgeschichte
Maxim Integrated wurde am 14. April 1983 als Maxim Integrated Products Inc. von Jack Gifford (1941–2009) zusammen mit acht anderen Halbleiterentwicklern in Sunnyvale, Kalifornien gegründet. Basierend auf einem zweiseitigen Businessplan konnte ein Startkapital von 9 Millionen US-Dollar aufgebracht werden. Im ersten Geschäftsjahr wurden 24 Analog-ICs entwickelt, jedoch bei anderen Halbleiterherstellern produziert, ab 1984 wurden eigene Produktionsanlagen in Betrieb genommen, um von anderen Herstellern unabhängig zu sein. Bekannte ICs aus dieser Zeit sind die mit integrierter Ladungspumpe ausgestatteten seriellen Schnittstellentreiber MAX232 nach der Norm EIA-232 (RS-232), die Maxim Mitte der 1980er-Jahre als erster auf den Markt brachte. 1987 erreichte Maxim Integrated die Gewinnschwelle. Durch die erste Akquisition erwarb Maxim Integrated 1989 seine erste größere Halbleiterfabrik. Ein Jahresumsatz von 100 Millionen US-Dollar wurde 1993 erstmals erreicht. Im Januar 2007 wurde Tunç Doluca Chief Executive Officer. Von 2007 bis 2010 erwarb Maxim Integrated sechs Firmen und erweiterte damit seine Engineering- und Produktionskapazitäten maßgeblich. Der Jahresumsatz überstieg 2010 erstmals einen Betrag von 2,2 Milliarden US-Dollar, gleichzeitig wurden die ersten analogen Produkte auf 300-mm-Wafern produziert und vermarktet.
Im Juli 2011 wurde das österreichische Unternehmen SensorDynamics AG, ein Sensorspezialist, für 164 Millionen US-Dollar, davon 130 Millionen US-Dollar Kaufpreis und Übernahme von 34 Millionen Dollar Verbindlichkeiten, gekauft.
2016 verkaufte Maxim sein 8-Inch-Halbleiterwerk in San Antonio an TowerJazz.
Am 13. Juli 2020 wurde bekannt gegeben, dass Analog Devices die Gesellschaft für 20,91 Milliarden US-Dollar übernehmen will. Die Übernahme wurde am 26. August 2021 finalisiert.

## Übernahmen
Folgende Unternehmen und Produktionsstandorte hat Maxim übernommen:
- 1990: „Siliconwafers“ aus Sunnyvale, Kalifornien
- 1994: „Tektronix Semiconductors“ aus Beaverton, Oregon
- 1997: Waferproduktion von „IC Works“ in San Jose, Kalifornien
- 2001: „Dallas Semiconductor“ aus Dallas, Texas
- 2003: CMOS Waferproduktion von Philips Semiconductor in San Antonio, Texas
- 2007: 180-nm-Fertigungsanlage von Atmel in Irving, Texas
- 2008: „Mobilygen“ aus Santa Clara, Kalifornien
- 2009: „Innova Card“ aus La Ciotat, Frankreich
- 2010: „Teridian Semiconductor Corporation“ aus Irvine, Kalifornien für 315 Millionen US-Dollar
- 2011: „SensorDynamics AG“ aus Lang, Österreich
- 2013: Volterra Semiconductor aus Fremont, Kalifornien
- 2020: TRINAMIC Motion Control GmbH & Co. KG aus Hamburg, Deutschland